# Leptochloa southwoodii
Leptochloa southwoodii là một loài thực vật có hoa trong họ Hòa thảo. Loài này được N.Snow & B.K.Simon mô tả khoa học đầu tiên năm 1997.